# 德米特里·杰梅申
德米特里·维克托罗维奇·杰梅申（羅馬化：Dmitriy Viktorovich Demeshin；1972年8月2日—）是俄罗斯政治人物，2024年5月15日起担任哈巴罗夫斯克边疆区代理行政长官，9月13日就任行政长官。2019年至2024年，他担任俄罗斯联邦副总检察长。